# Leptodactylus marambaiae
Espèce
Statut de conservation UICN

 LC  : Préoccupation mineure
Leptodactylus marambaiae est une espèce d'amphibiens de la famille des Leptodactylidae.

## Répartition
Cette espèce est endémique de l'État de Rio de Janeiro au Brésil. Elle se rencontre au niveau de la mer à Restinga da Marambaia dans la municipalité de Mangaratiba,.

## Étymologie
Son nom d'espèce lui a été donné en référence à son lieu de découverte, la Restinga da Marambaia.

## Publication originale
- Izecksohn, 1976 : Uma nova espécie de Leptodactylus do Estado do Rio de Janeiro, Brasil (Amphibia, Anura, Leptodactylidae). Revista Brasileira de Biologia, vol. 36, no 2, p. 527-530.